# Carlos Rochón
Carlos Ovidio Rochón Talmón (nacido el 19 de febrero de 1938), es un exmagistrado uruguayo, quien se desempeñó como miembro del Tribunal de lo Contencioso Administrativo entre 2001 y 2008.

## Primeros años
Cursó estudios en la Facultad de Derecho de la Universidad de la República, donde se graduó como abogado en 1965.

## Juez de Paz en el interior
En septiembre de 1965 inició su carrera judicial al ser designado Juez de Paz de la primera sección judicial de Rocha, con sede en la ciudad de Rocha.

## Juez Letrado en el interior
En mayo de 1969 fue ascendido al cargo de Juez Letrado de Cerro Largo de Primer Turno.
En junio de 1972 fue trasladado al Juzgado Letrado de Colonia de Primer Turno.
En febrero de 1974 pasó a ser Juez Letrado de San José.

## Juez Letrado en la capital
En abril de 1975 ascendió a cumplir funciones como Juez Letrado en Montevideo, inicialmente como Juez Letrado Suplente.
En octubre de 1976 fue nombrado Juez Letrado de Menores de Segundo Turno.
En mayo de 1977 pasó a desempeñarse como Juez Letrado en lo Civil de 15° Turno, donde permaneció durante nueve años.

## Tribunal de Apelaciones
En agosto de 1986 recibió un nuevo ascenso al ser nombrado como uno de los integrantes del Tribunal de Apelaciones en lo Civil de Quinto Turno, que acababa de crearse. Permaneció en dicho tribunal durante más de quince años.

## Tribunal de lo Contencioso Administrativo
Tras producirse una vacante en el Tribunal de lo Contencioso Administrativo como consecuencia del retiro de Julio César Borges en agosto de 2001, y transcurridos 90 días sin efectuarse designación de su reemplazante por la Asamblea General, se tornó aplicable el artículo 236 de la Constitución, que preveía como mecanismo subsidiario de designación para los cargos vacantes en la Suprema Corte de Justicia, aplicable al TCA en función de la remisión efectuada por el artículo 308 de la Constitución, el ingreso del magistrado más antiguo de los Tribunales de Apelaciones. En aquel momento dicha calidad correspondía a Rochón, por lo que se produjo su ingreso automático como ministro del TCA. Prestó juramento como tal ante la Asamblea General el 21 de noviembre de 2001.
Integró el TCA durante poco más de seis años, cesando en su cargo en febrero de 2008 al cumplir los 70 años, edad establecida como límite para integrar el Tribunal de lo Contencioso Administrativo según el artículo 308 de la Constitución, que se remite en cuanto a las condiciones para ocupar dicho cargo a las previstas para los miembros de la Suprema Corte de Justicia.
La vacante que dejó al retirarse fue cubierta en abril de 2008 por la Asamblea General con la designación de Mariela Sassón.